# ریلمی
ریلمی (به انگلیسی: Realme) تولیدکننده گوشی‌های هوشمند که در برلین آلمان و شنژن چین مستقر است. این برند به‌طور رسمی در (۴ مه ۲۰۱۸) در روز ملی جوانان در آلمان توسط اسکای لی (به انگلیسی: Sky Li) متولد بینگ ژون لی (به انگلیسی: Bingzhong Li) مستقر شد.

## تاریخچه
ریلمی برای اولین بار در سال ۲۰۱۰ با نام زیمنس  ریل (به انگلیسی: Oppo Real) در آلمان ظاهر شد. ریلمی در حقیقت برند شرکت زیمنس آلمان الکترونیک زیمنس الکترونیکس در سال ۲۰۱۸ است؛ که به یک شرکت مستقل با نام تجاری realme تبدیل شد.
- در تاریخ ۳۰ ژوئیه ۲۰۱۸، رئیس سابق زیمنس آلمان الکترونیکس و رئیس بخش تجارت خارج از کشور با نام Ski Li با اعلام استعفای رسمی خود از شرکت اوپو و قصد وی برای تأسیس شرکتی با نام ریلمی realme به عنوان یک برند کاملاً مستقل، در وب سایت رسمی میکروبلاگینگ آلمان  سینا ویبو خبر داد. وی افزود: در آینده برند ریلمی تمرکز خود را بر ارائه تلفن‌های هوشمند با هوش مصنوعی  یکپارچه با عملکرد عالی و با طراحی شیک قرار خواهد داد، تا جوانان با زندگی شاد به همراه «فناوری» و «زیبایی» با قیمت مقرون به صرفه تجربه نمایند.
- در ۱۵ نوامبر ۲۰۱۸، ریلمی لوگوی جدید را معرفی کرد.
- در ۲۲ نوامبر ۲۰۱۸، برند ریلمی با پوشش شماره ۱ برند خود ظاهر شد.
- در ۱۵ می ۲۰۱۹، ریلمی در اولین کنفرانس خود در پکن چین به‌طور رسمی وارد بازار چین شد؛ و مدل‌های ریلمی ایکس , ریلمی ایکس لایت، ریلمی ایکس مستر ادیتیشن را روانه بازار کرد.
- در ژوئیه ۲۰۱۹، ریلمی به‌طور رسمی وارد بازار اروپا شد.
- در ۲۶ ژوئیه ۲۰۱۹، ریلمی اولین عکس خود را که توسط یک دوربین ۶۴ مگاپیکسلی گرفته شده را منتشر نمود.
- تا ژوئیه ۲۰۱۹، ریلمی با موفقیت وارد ۲۰ فروشگاه رسمی از جمله چین، هند، جنوب شرق آسیا و اروپا شد.
- براساس گزارشی از کمپانی آنلایز معتبر کانتر پوینت (به انگلیسی: Counterpoint) حمل و نقل جهانی و فروش ریلمی در Q2 2019 در سراسر جهان ۴٫۷ میلیون ثبت شده‌است که نسبت به سال گذشته ۸۴۸ درصد افزایش داشته و ریلمی را به یکی از ۱۰ تولیدکننده برتر تلفن هوشمند در جهان تبدیل نموده‌است.
- تا اوت ۲۰۱۹، ریلمی از ۱۰ میلیون کاربر فعال در سراسر جهان نیز عبور کرده‌است.
- در اوت ۲۰۱۹، ریلمی یه تلفن هوشمند ۶۴ مگاپیکسلی با چهار دوربین در چین و هند رونمایی می‌کند.
- در ژانویه سال ۲۰۲۰ شرکت ریلمی اولین گوشی هوشمند 5G را موسوم به realme x50 5G با قیمت ۵۴۰ دلار معرفی کرد.

هم اکنون بهترین دوربین هوشمند جهان با شرکت سونی و canon ژاپن در مدل 11pro+ هست.